# Шура-и-Улема
Шура-и-Улема (Шурои Уламо) (араб. «Совет духовенства») — общественно-политическая организация в Туркестане, существовавшая в годы революции 1917 года и Гражданской войны в России. В организацию входили представители мусульманского духовенства, местных феодалов, национальной буржуазии.
Как отдельная организация Шура-и-Улема выделилась в июне 1917 года из организации Шура-и-Ислам.
Члены организации выступали за сохранение патриархальных устоев в быту и в общественной жизни, традиционных форм собственности на землю. Выступали против буржуазно-демократических реформ, противоречащих нормам ислама. Среди участников движения были распространены идеи панисламизма и отделении Туркестана от России.
17-20 сентября 1917 года в Ташкенте проходил съезд Шура-и-Улема.
На 3-м съезде Советов Туркестанского края (ноябрь 1917) улемисты выступили против установления в Туркестане Советской власти, были в числе организаторов Кокандской автономии поддерживали и участвовали движение басмачей в Средней Азии.